# Remo nos Jogos Paralímpicos de Verão de 2008
O Remo nos Jogos Paraolímpicos de Verão de 2008 será disputado entre 9 de setembro e 11 de setembro. As competições serão realizadas no Parque Olímpico Shunyi, em Pequim, na China.

## Calendário
| Setembro | 6 | 7 | 8 | 9 | 10 | 11 | 12 | 13 | 14 | 15 | 16 | 17 |
| -------- | - | - | - | - | -- | -- | -- | -- | -- | -- | -- | -- |
| Remo     |   |   |   |   |    | 4  |    |    |    |    |    |    |

|  | Dia de competição |  | Dia de final |

## Eventos
Nesta competição foi composta de 4 eventos:
- Skiff simples masculino
- Skiff simples feminino
- Skiff duplo misto
- Quatro sem misto

## Classificação
Remadores são classificados em função do tipo e grau da sua deficiência. O sistema de classificação permite remadores para competir contra os outros com um nível semelhante de deficiência.
No remo os atletas são classificados por:
- LTA (Legs, Trunk e Arms) - Quatro sem misto
- TA (Trunk e Arms) - Skiff duplo misto
- A (Arms somente) - Simples masculino e feminino

## Medalhistas
| Ordem | País               | Medalha de ouro | Medalha de prata | Medalha de bronze |   |
| ----- | ------------------ | --------------- | ---------------- | ----------------- | - |
| 1     | GBR Grã-Bretanha   | 2               |                  | 1                 | 3 |
| 2     | CHN China          | 1               |                  |                   | 1 |
| 2     | ITA Itália         | 1               |                  |                   | 1 |
| 4     | USA Estados Unidos |                 | 1                | 1                 | 2 |
| 5     | AUS Austrália      |                 | 1                |                   | 1 |
| 5     | BLR Bielorrússia   |                 | 1                |                   | 1 |
| 5     | UKR Ucrânia        |                 | 1                |                   | 1 |
| 8     | BRA Brasil         |                 |                  | 1                 | 1 |
| 8     | ISR Israel         |                 |                  | 1                 | 1 |

| Evento:                          | Ouro                                                                                                 | Prata                                                                                     | Bronze                                                                                      |
| Skiff simples masculino Detalhes | Tom Aggar GBR Grã-Bretanha                                                                           | Oleksandr Petrenko UKR Ucrânia                                                            | Eli Nawi ISR Israel                                                                         |
| Skiff simples feminino Detalhes  | Helene Raynsford GBR Grã-Bretanha                                                                    | Liudmila Vauchok BLR Bielorrússia                                                         | Laura Schwanger USA Estados Unidos                                                          |
| Skiff duplo misto Detalhes       | Zhou Yangjing Shan Zilong CHN China                                                                  | John MacLean Kathryn Ross AUS Austrália                                                   | Elton Santana Josiane Lima BRA Brasil                                                       |
| Quatro sem misto Detalhes        | Paola Protopapa Luca Agoletto Daniele Signore Graziana Saccocci Cox: Alessandro Franzetti ITA Itália | Emma Preuschl Tracy Tackett Jesse Karmazin Jamie Dean Cox: Simona Chin USA Estados Unidos | Vicki Hansford Naomi Riches Alastair McKean James Morgan Cox: Alan Sherman GBR Grã-Bretanha |